# Rohrwerke Korinth
Koordinaten: 38° 14′ 11,4″ N, 22° 57′ 17,8″ O
Die Rohrwerke Korinth (griechisch Σωληνουργεία Κορίνθου, Solinourgeia Korinthou) sind ein griechischer Rohrhersteller. 85,88 % der Anteile gehören der Sidenor S.A., einer Tochter der Viohalco.
Das Hauptwerk mit einer Kapazität von 925.000 t pro Jahr befindet sich in Thisvi, Böotien. Es hat einen eigenen Hafen. Zusammen mit TMK wird eine Joint Venture im russischen Polewskoi betrieben.
Die Rohrwerke Korinth produzieren ERW/HFI- und SAWH-geschweißte Rohre vorwiegend für die Öl- und Gasindustrie (77 % der Umsätze). Der Exportanteil liegt bei 94 %.
2015 gewann das Unternehmen zusammen mit Marubeni-Itochu Steel die Ausschreibung für die Stahlrohre der Trans-Adria-Pipeline.